# Рудинский (деревня)
Рудинский — деревня в Якшур-Бодьинском районе Удмуртской республики.

## География
Находится в центральной части Удмуртии на расстоянии приблизительно 10 км на восток-северо-восток по прямой от районного центра села Якшур-Бодья.

## История
Известна с 1932 года как деревня Рудинский Верхний. С 1935 года современное название. До 2021 год входила в состав Большеошворцинского сельского поселения.

## Население
Постоянное население составляло 14 человек в 2002 году (удмурты 79 %), 18 в 2012.